# Пјерфеличе (Пескара)
Пјерфеличе (итал. Pierfelice) је насеље у Италији у округу Пескара, региону Абруцо.
Према процени из 2011. у насељу је живело 126 становника. Насеље се налази на надморској висини од 13 м.